# Loris Fortuna
Loris Fortuna (ur. 22 stycznia 1924 w Breno, zm. 5 grudnia 1985 w Rzymie) – włoski polityk i prawnik, deputowany, w latach 1982–1983 i w 1985 minister.

## Życiorys
W okresie II wojny światowej działał w partyzantce, walczył w ramach formacji Brigate Osoppo-Friuli. W 1944 został schwytany i po skazaniu przez niemiecki sąd więziony w Bawarii. Po powrocie do Włoch dołączył do Włoskiej Partii Komunistycznej, w latach 1946–1948 kierował czasopismem „Lotte e lavoro”. W 1949 ukończył prawo na Uniwersytecie Bolońskim. Podjął praktykę prawniczą w zawodzie adwokata, początkowo reprezentował głównie organizacje pracownicze. Działał w samorządzie miejskim. Po wydarzeniach na Węgrzech w 1956 odszedł z partii komunistycznej. Wstąpił następnie do Włoskiej Partii Socjalistycznej.
W 1963 po raz pierwszy uzyskał mandat posła do Izby Deputowanych. Z powodzeniem ubiegał się o reelekcję w pięciu kolejnych wyborach (w 1968, 1972, 1976, 1979 i 1983), zasiadając w niższej izbie włoskiego parlamentu do czasu swojej śmierci. Jako deputowany działał przez kilka lat na rzecz prawnego uregulowania rozwodów. Ostatecznie do przyjęcia prawa legalizującego tę kwestię doszło w 1970, a Loris Fortuna i liberalny poseł Antonio Baslini byli głównymi autorami uchwalonych zmian. Od połowy lat 70. działał w Partii Radykalnej Marca Pannelli, pozostając jednocześnie członkiem PSI.
Od grudnia 1982 do sierpnia 1983 był ministrem bez teki do spraw koordynowania obrony cywilnej w rządzie Amintore Fanfaniego. W lipcu 1985 został ministrem bez teki w gabinecie Bettina Craxiego, powierzono mu sprawy koordynowania polityki wspólnotowej. Zmarł kilka miesięcy później w trakcie pełnienia tej funkcji.